# Ranah Singkuang
Ranah Singkuang is een bestuurslaag in het regentschap Kampar van de provincie Riau, Indonesië. Ranah Singkuang telt 1127 inwoners (volkstelling 2010).